# Publio Calpurnio Atiliano
Publio Calpurnio Atiliano (in latino Publius Calpurnius Atilianus; fl. II secolo) è stato un politico romano.

## Biografia
Publio Calpurnio Atiliano fu console ordinario nel 135 insieme a Lucio Tutilio Luperco Ponziano. Probabilmente già dall'anno successivo fu nominato legatus Augusti pro praetore in Siria Palestina, provincia appena istituita da Adriano dopo la terza guerra giudaica, carica in cui è attestato con certezza nel 139.